# 宮森智志
宮森 智志（みやもり さとし、1998年5月28日 - ）は、広島県呉市出身のプロ野球選手（投手）。右投右打。東北楽天ゴールデンイーグルス所属。

## 経歴

### プロ入り前
呉市立内海小学校1年の時に軟式野球の安浦アニマルズで野球を始め、呉市立安浦中学校では軟式野球部に所属。
広島県立呉商業高等学校ではエースとなるも、3年夏の広島県大会は2回戦で西条農業に敗れ、甲子園出場経験はなし。
流通経済大学でも目立った実績はなく、4年時の2020年にはプロ志望届を提出したが、ドラフト会議での指名はなく、1年後のドラフト会議での指名を目指して四国アイランドリーグplusの合同トライアウトを受験。11月9日に高知ファイティングドッグスから特別合格選手として発表され入団した。

### 四国IL・高知時代
2021年は先発を中心に16試合（67イニング）に登板して、5勝2敗、防御率2.96の好成績を挙げ、チームの四国アイランドリーグplus後期制覇に大きく貢献した。
10月11日に行われたプロ野球ドラフト会議において、東北楽天ゴールデンイーグルスから育成1位指名を受け、11月1日に支度金300万円、年俸250万円（ともに推定）で仮契約を結んだ。背番号は130。

### 楽天時代
2022年は、開幕から二軍のクローザーとして起用され、4月末までに10試合に登板して0勝0敗9セーブ、防御率0.90という成績を残し、3・4月度のファーム月間MVP賞を受賞した。7月29日までに24試合に登板して0勝3敗17セーブ、防御率3.68の成績を残し、7月30日に支配下登録された。背番号は72。同日、一軍登録されると、8月2日の千葉ロッテマリーンズ戦（楽天モバイルパーク宮城）でNPB初登板を果たし、1回無安打無失点に抑えた。3試合目の登板となった同7日の福岡ソフトバンクホークス戦（福岡PayPayドーム）では、1点を追う5回に2番手として登板し、1イニングを無失点に抑えると直後にチームが逆転したため、NPB初勝利を挙げた。育成出身新人の勝利は2018年の大竹耕太郎以来4年ぶり4人目、また、楽天に育成ドラフトで入団した投手の勝利は2013年の宮川将以来9年ぶり2人目であった。その後、9月23日の対北海道日本ハムファイターズ戦で失点するまで、新人初登板から22試合連続無失点の日本タイ記録（広島東洋カープの栗林良吏と同数）を樹立した。また、イースタン・リーグでは17セーブを挙げ、最多セーブのタイトルを獲得した。

## 選手としての特徴
193cmの長身から最速151km/hの速球とフォークボール、鋭く曲がるスライダーを投げる。奪三振率の高さが魅力。

## 詳細情報

### 年度別投手成績
| 年 度     | 球 団     | 登 板 | 先 発 | 完 投 | 完 封 | 無 四 球 | 勝 利 | 敗 戦 | セ 丨 ブ | ホ 丨 ル ド | 勝 率 | 打 者 | 投 球 回 | 被 安 打 | 被 本 塁 打 | 与 四 球 | 敬 遠 | 与 死 球 | 奪 三 振 | 暴 投 | ボ 丨 ク | 失 点 | 自 責 点 | 防 御 率 | W H I P |
| --------- | --------- | ----- | ----- | ----- | ----- | -------- | ----- | ----- | -------- | ----------- | ----- | ----- | -------- | -------- | ----------- | -------- | ----- | -------- | -------- | ----- | -------- | ----- | -------- | -------- | ------- |
| 2022      | 楽天      | 26    | 0     | 0     | 0     | 0        | 1     | 1     | 1        | 7           | .500  | 92    | 23.1     | 12       | 0           | 12       | 0     | 2        | 23       | 0     | 0        | 4     | 4        | 1.54     | 1.03    |
| 2023      | 楽天      | 24    | 0     | 0     | 0     | 0        | 0     | 2     | 0        | 3           | .000  | 106   | 21.0     | 30       | 2           | 14       | 0     | 0        | 15       | 1     | 0        | 18    | 18       | 7.71     | 2.10    |
| 2024      | 楽天      | 9     | 0     | 0     | 0     | 0        | 0     | 0     | 0        | 0           | ----  | 34    | 9.0      | 5        | 0           | 0        | 0     | 0        | 5        | 0     | 0        | 1     | 1        | 1.00     | 0.78    |
| 通算：3年 | 通算：3年 | 59    | 0     | 0     | 0     | 0        | 1     | 3     | 1        | 10          | .250  | 232   | 53.1     | 47       | 2           | 26       | 0     | 2        | 43       | 1     | 0        | 23    | 23       | 3.88     | 1.37    |

- 2024年度シーズン終了時

### 年度別守備成績
| 年 度 | 球 団 | 投手  | 投手  | 投手  | 投手  | 投手  | 投手     |
| 年 度 | 球 団 | 試 合 | 刺 殺 | 補 殺 | 失 策 | 併 殺 | 守 備 率 |
| ----- | ----- | ----- | ----- | ----- | ----- | ----- | -------- |
| 2022  | 楽天  | 26    | 1     | 2     | 0     | 0     | 1.000    |
| 2023  | 楽天  | 24    | 2     | 5     | 0     | 0     | 1.000    |
| 2024  | 楽天  | 9     | 0     | 2     | 0     | 0     | 1.000    |
| 通算  | 通算  | 59    | 3     | 9     | 0     | 0     | 1.000    |

- 2024年度シーズン終了時

### 記録

#### NPB
初記録
- 初登板：2022年8月2日、対千葉ロッテマリーンズ15回戦（楽天生命パーク宮城）、9回表に5番手で救援登板・完了、1回無失点
- 初奪三振：同上、9回表にブランドン・レアードから空振り三振
- 初勝利：2022年8月7日、対福岡ソフトバンクホークス15回戦（福岡PayPayドーム）、5回裏に2番手で救援登板、1回無失点
- 初ホールド：2022年8月18日、対北海道日本ハムファイターズ19回戦（札幌ドーム）、6回裏に2番手で救援登板、1回無失点
- 初セーブ：2022年9月19日、対埼玉西武ライオンズ23回戦（ベルーナドーム）、11回裏に6番手で救援登板・完了、1回無失点[19] ※育成ドラフトで入団した選手が1年目でセーブを挙げるのは史上初[20]

その他の記録
- 開幕から22試合連続無失点：2022年8月2日 - 同年9月19日 ※栗林良吏、古田島成龍と並び新人最長タイ、パ・リーグ史上最長[19][21]、東北楽天球団2位[22]

### 独立リーグでの投手成績
| 年 度     | 球 団     | 防 御 率 | 登 板 | 勝 利 | 敗 戦 | セ 丨 ブ | 完 投 | 完 封 | 無 四 球 | 投 球 回 | 打 者 | 被 安 打 | 被 本 塁 打 | 奪 三 振 | 与 四 球 | 与 死 球 | 失 点 | 自 責 点 | 暴 投 | ボ 丨 ク |
| --------- | --------- | -------- | ----- | ----- | ----- | -------- | ----- | ----- | -------- | -------- | ----- | -------- | ----------- | -------- | -------- | -------- | ----- | -------- | ----- | -------- |
| 2021      | 高知      | 2.96     | 16    | 5     | 2     | 0        | 0     | 0     | 0        | 67.0     | 284   | 65       | 2           | 48       | 21       | 4        | 30    | 22       | 2     | 0        |
| 通算：1年 | 通算：1年 | 2.96     | 16    | 5     | 2     | 0        | 0     | 0     | 0        | 67.0     | 284   | 65       | 2           | 48       | 21       | 4        | 30    | 22       | 2     | 0        |

出典：リーグウェブサイトからリンクされる「一球速報.com」の個人投手成績。

### 背番号
- 18（2021年）
- 130（2022年 - 2022年7月29日）
- 72（2022年7月30日 - ）